# ذخیره‌گاه طبیعی سایانو-شوشنسکی
ذخیره‌گاه طبیعی سایانو-شوشنسکی (انگلیسی: Sayano-Shushenski Nature Reserve) یک ذخیره‌گاه و منطقه حفاظت شده در سرزمین کراسنویارسک کشور روسیه است.